# Clemelis albifrons
Clemelis albifrons là một loài ruồi trong họ Tachinidae.